# Constantin von Sternberg
Constantin von Sternberg, rus: Константин Иванович фон Штернберг, Konstantín Ivànovitx fon Xtenberg (Sant Petersburg, Rússia, 9 de juliol de 1852 - Filadèlfia, Estats Units, 31 de març de 1924) fou un pianista germanoestatunidenc i compositor d'origen rus.
Estudià en el Conservatori de Leipzig amb Moscheles i Richter, i un temps més tard a Berlín amb Kullak i Liszt. Després d'haver viatjat per Europa i Amèrica donant-se a conèixer avantatjada ment com a pianista, establí la seva residència als Estats Units. El 1890 fou nomenat director d'un Conservatori particular a Filadèlfia.
Va compondre molta música per a piano, i va escriure una obra molt interessant per als pianistes, titulada Ethics and Esthetics of piano playing.